# 31. Kavallerie-Brigade (Deutsches Kaiserreich)
Die 31. Kavallerie-Brigade war ein Großverband der Preußischen Armee.

## Geschichte
Im Zuge der Bildung des XV. Armee-Korps wurde die Brigade durch Verordnung des Kriegsministeriums zum 20. März 1871 errichtet. Das Kommando befand sich in Straßburg, ab 1912 in Saarbrücken. Die Brigade gehörte zur 31. Division und ihr waren das 3. Schlesische Dragoner-Regiment Nr. 15 und das Schleswig-Holsteinische Ulanen-Regiment Nr. 15 unterstellt. Von Frühjahr 1878 bis 1890 gehörte das Rheinische Ulanen-Regiment Nr. 7 zum Brigadeverbund und das bayerische 5. Chevaulegers-Regiment „Prinz Otto“ war der Brigade attachiert. 1896 veränderte sich das Unterstellungsverhältnis. Das Schleswig-Holsteinische Ulanen-Regiment Nr. 15 wechselte zur 30. Kavallerie-Brigade und dafür kam von der 16. Kavallerie-Brigade das 2. Rheinische Husaren-Regiment Nr. 9.
Zum 1. Oktober 1912 fanden mit der Heeresvergrößerungen Veränderungen statt. Durch die Bildung des XXI. Armee-Korps wurde die 31. Division mit der 31. Kavallerie-Brigade dem Generalkommando in Saarbrücken truppendienstlich unterstellt. An Stelle des 3. Schlesischen Dragoner-Regiments Nr. 15 und des 2. Rheinischen Husaren-Regiments Nr. 9 traten das Ulanen-Regiment „Großherzog Friedrich von Baden“ (Rheinisches) Nr. 7 und das Westfälische Dragoner-Regiment Nr. 7.
Mit Ausbruch des Ersten Weltkriegs wurde die Brigade aufgelöst. Das Ulanen-Regiment „Großherzog Friedrich von Baden“ (Rheinisches) Nr. 7 wurde Divisionskavallerie der 31. Infanterie-Division, das Dragoner-Regiment „Generalfeldmarschall Prinz Leopold von Bayern“ (Westfälisches) Nr. 7 der 42. Infanterie-Division.

## Kommandeure
| Dienstgrad          | Name                             | Datum                                                        |
| ------------------- | -------------------------------- | ------------------------------------------------------------ |
| Generalmajor        | Hiob von Hontheim                | 20. März 1871 bis 16. September 1872                         |
| Oberst/Generalmajor | August Paul von Kahlden          | 02. November 1872 bis 15. April 1874                         |
| Oberst/Generalmajor | Bodo von Suckow                  | 28. Mai 1874 bis 11. Juni 1880                               |
| Oberst/Generalmajor | Georg von Dincklage              | 12. Juni 1880 bis 16. Oktober 1883                           |
| Oberst/Generalmajor | Gottlieb von Haeseler            | 17. Oktober 1883 bis 3. Dezember 1886                        |
| Generalmajor        | Karl Wilhelm Heinrich von Kleist | 04. Dezember 1886 bis 31. März 1890                          |
| Generalmajor        | Friedrich von Bardeleben         | 01. April 1890 bis 26. Juli 1892                             |
| Generalmajor        | Hans von Meyer                   | 28. Juli 1892 bis 16. Februar 1894                           |
| Oberst/Generalmajor | Arthur von Bernewitz             | 17. Februar 1894 bis 19. Juli 1897                           |
| Oberst/Generalmajor | Hugo von Itzenplitz              | 20. Juli 1897 bis 17. April 1901                             |
| Generalmajor        | Friedrich von Bernhardi          | 18. April 1901 bis 23. April 1904                            |
| Oberst              | Leopold von Goerne               | 24. April 1904 bis 17. August 1905                           |
| Oberst              | Alfred von Kühne                 | 18. August bis 18. Oktober 1905 (mit der Führung beauftragt) |
| Oberst/Generalmajor | Alfred von Kühne                 | 19. Oktober 1905 bis 1. September 1907                       |
| Oberst/Generalmajor | Heinrich de Graaff               | 02. September 1907 bis 31. März 1911                         |
| Generalmajor        | Raimond von Pelet-Narbonne       | 01. April 1911 bis 26. Januar 1912                           |
| Generalmajor        | Hermann Heidborn                 | 27. Januar 1912 bis 2. August 1914                           |